# Новоюлівська сільська рада
Новоюлівська сільська рада — колишній орган місцевого самоврядування у Софіївському районі Дніпропетровської області з адміністративним центром у с. Новоюлівка.

## Населені пункти
Сільській раді підпорядковані населені пункти:
- с. Новоюлівка
- с. Авдотівка
- с. Новопетрівка
- с. Степове
- с. Трудолюбівка

## Склад ради
Рада складається з 16 депутатів і голови.

## Керівний склад сільської ради
| ПІБ                               | Основні відомості                                                         | Дата обрання | Дата звільнення |
| --------------------------------- | ------------------------------------------------------------------------- | ------------ | --------------- |
| Єфтені Семен Михайлович           | Сільський голова, 1955 року народження, освіта, член народної партії      | 26.03.2006   | 31.10.2010      |
| Єфтені Семен Михайлович           | Сільський голова, 1955 року народження, освіта вища, член народної партії | 31.10.2010   | 25.10.2015      |
| Мартилога Олександр Станіславович | Сільський голова, 1971 року народження, освіта базова вища                | 16.11.2015   |                 |

Примітка: таблиця складена за даними джерела